# Edward Cavendish, 10:e hertig av Devonshire
Edward Cavendish, 10:e hertig av Devonshire, född 6 maj 1895 i London, död 26 november 1950 på Compton Place i Eastbourne, var son till Victor Cavendish, 9:e hertig av Devonshire (1868–1938) och Lady Evelyn Petty-Fitzmaurice (1870–1960).
Edward Cavendish var parlamentsledamot mellan 1923 och 1938 och minister i Winston Churchills krigsministär. Hans syster var gift med premiärminister Harold Macmillan.
Han var gift i Hatfield 1917 med Lady Mary Gascoyne-Cecil (1895–1988), dotter till James Edward Gascoyne-Cecil, 4:e markis av Salisbury. 

## Barn
- William Cavendish, markis av Hartington (1917–10 september 1944, omkom vid Heppen, Belgien); gift i London 6 maj 1944 med Kathleen Kennedy (1920–13 maj 1948, omkom i flygolycka vid Privas, Frankrike) syster till John F. Kennedy.
- Andrew Robert Buxton, 11:e hertig av Devonshire (1920–2004); gift 1941 med Hon Deborah Freeman-Mitford (1920–2014)
- Lady Mary (f. och d. 1922)
- Lady Elizabeth Cavendish (1926–) hovfröken hos prinsessan Margareth av England (1930–2001)
- Lady Anne Cavendish (1927–); gift 1949 med Michael Lambert Tree (1921–1999)